# سن سالواتور، ونیز
کلیسای سن سالواتور (به نام منجی مقدس) کلیسایی در ونیز واقع در شمال ایتالیا است. در ونیز به عنوان سن سالوادور معروف بوده و در امتداد خیابان اصلی خرید ونیز (مرسریه) در منطقه «کامپو سن سالوادور» واقع شده‌است. این کلیسا برای اولین بار توسط پاپ الکساندر سوم اندکی پس از آشتی با امپراتور فردریک بارباروسا در نزدیکی سن مارکو در سال ۱۱۷۷ ساخته شد. کلیسای کنونی حدود ۱۵۰۸ مطرح شد. Giorgio Spavento و سپس دیگران، کلیسای بزرگ سالنی را بنا کردند که سه صلیب یونانی در انتهای آن قرار گرفته شده‌است. هر یک دارای گنبدی با یک فانوس بوده که اجازه می‌دهد تا نور به داخل هدایت شود. نما در سال ۱۶۶۳ توسط جوزپه ساردی اضافه شد.

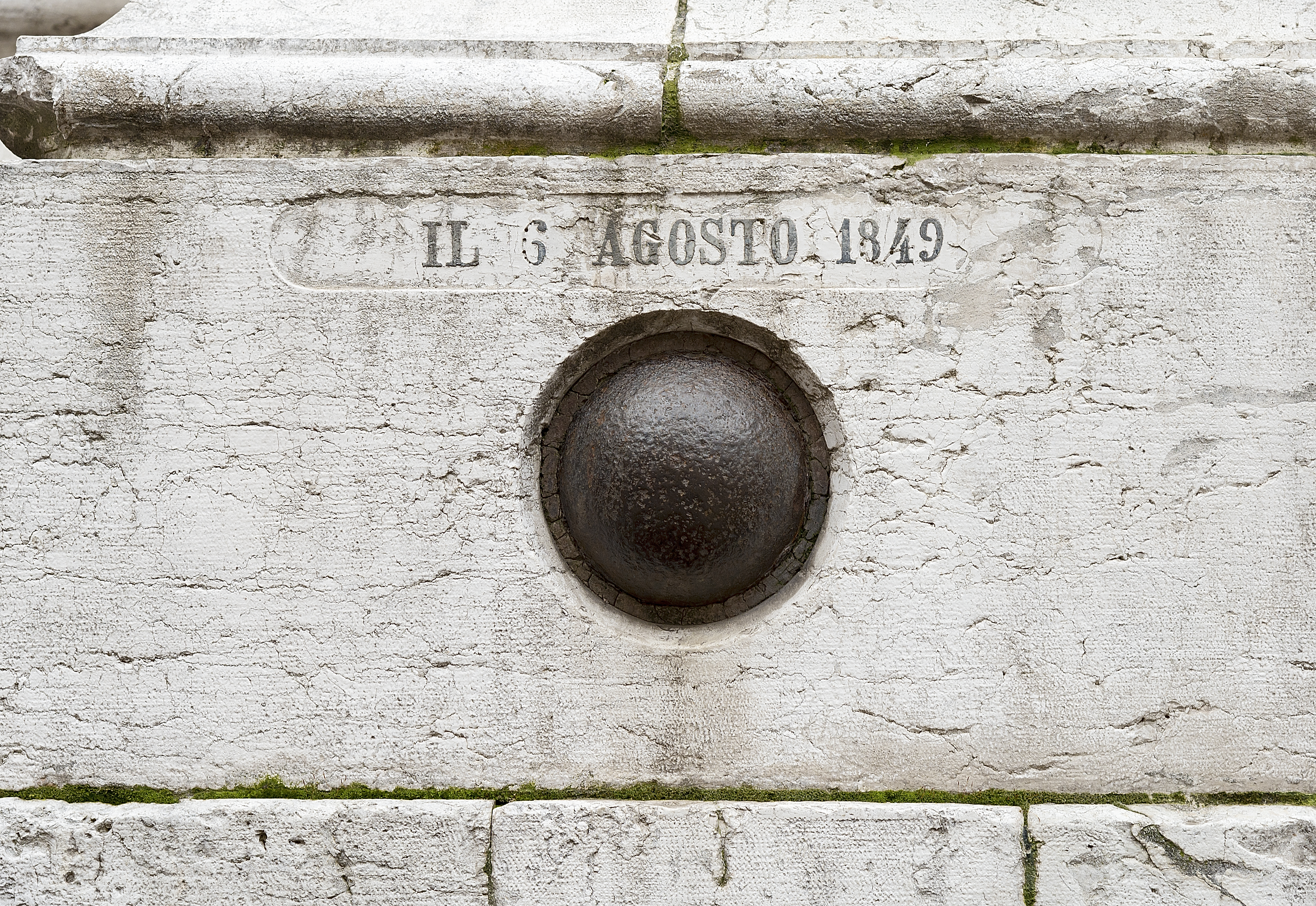
توپ جاسازی شده در نما.

## نگارخانه

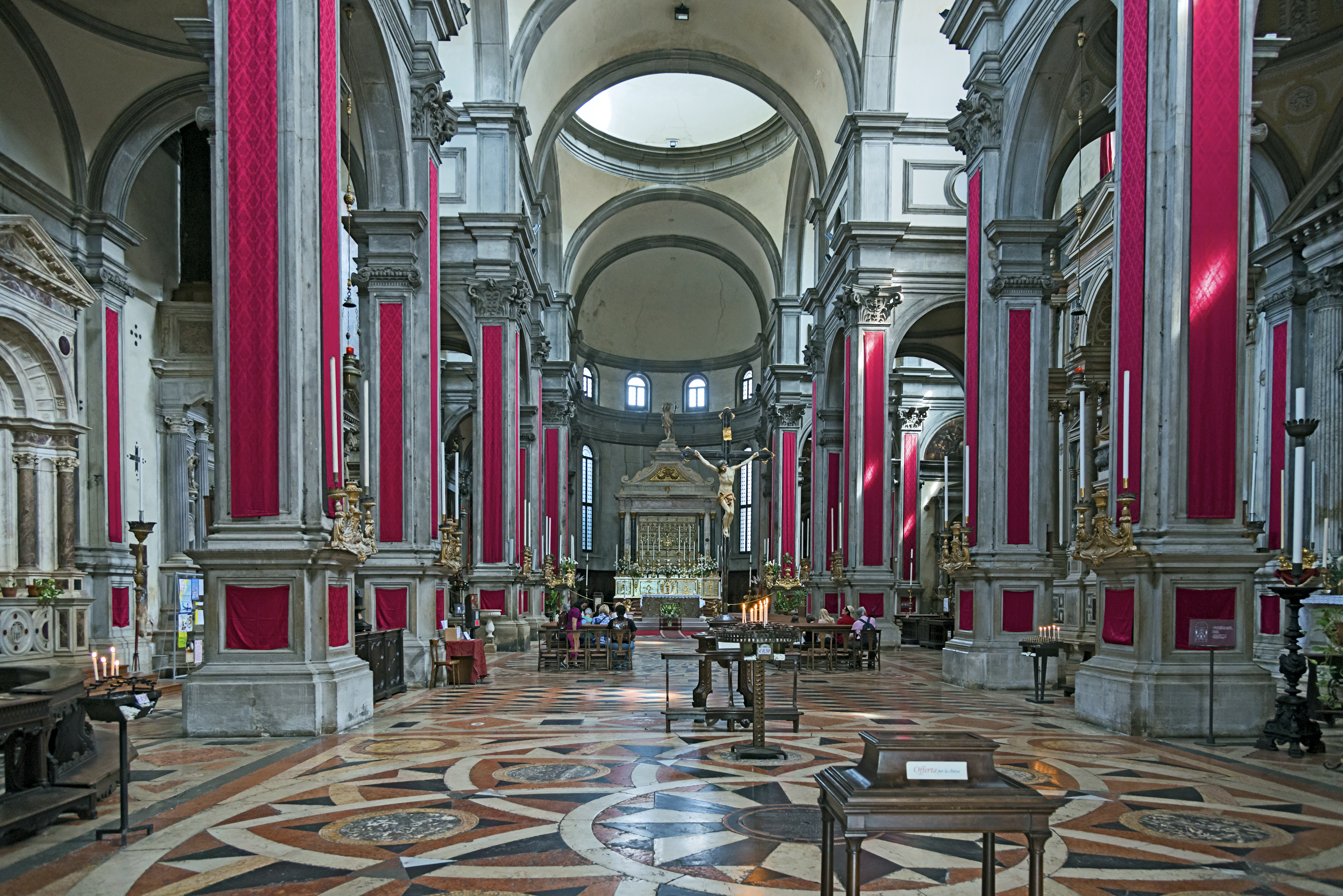
داخل
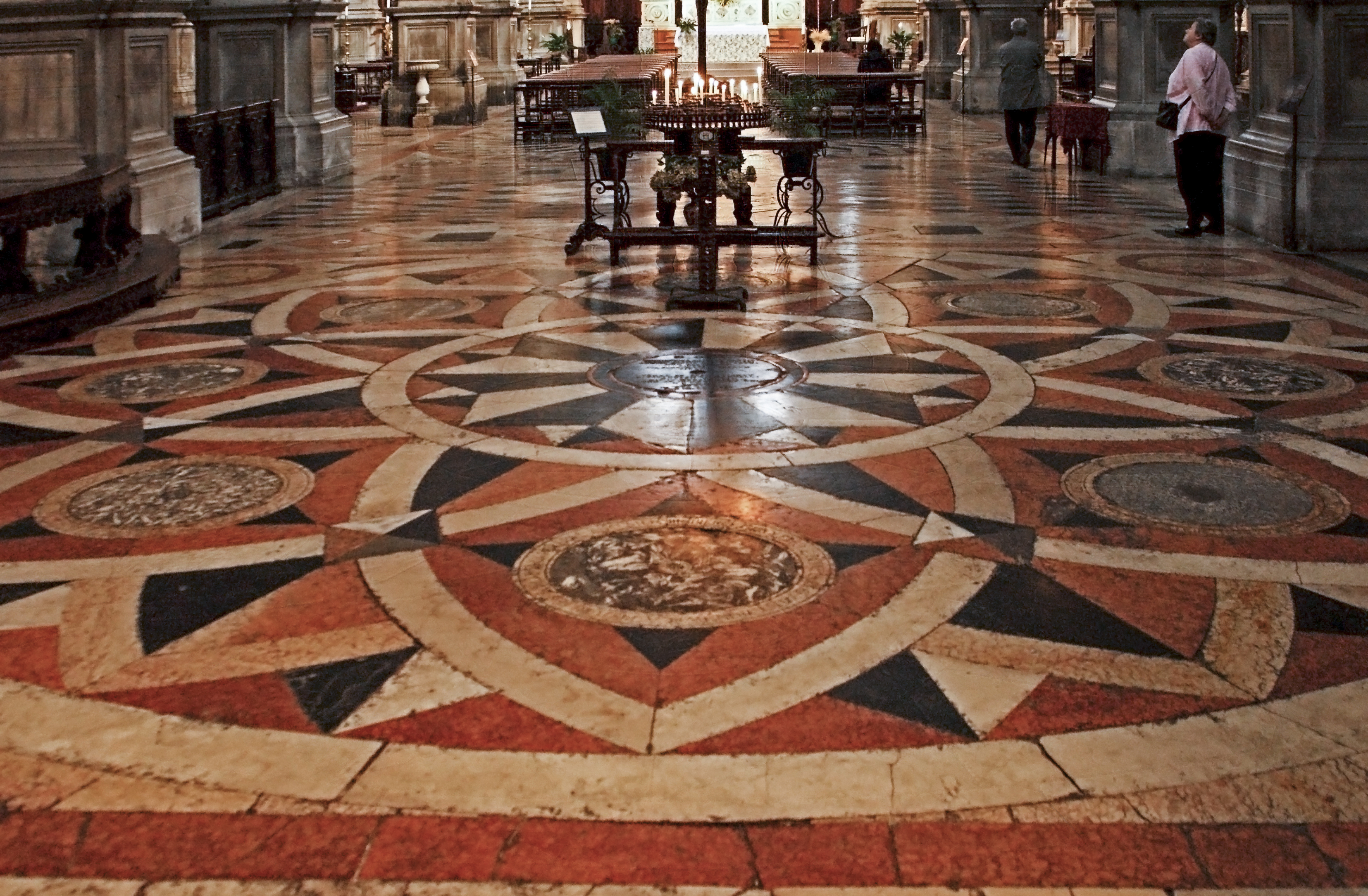
موزائیک مرمر پلی کروم
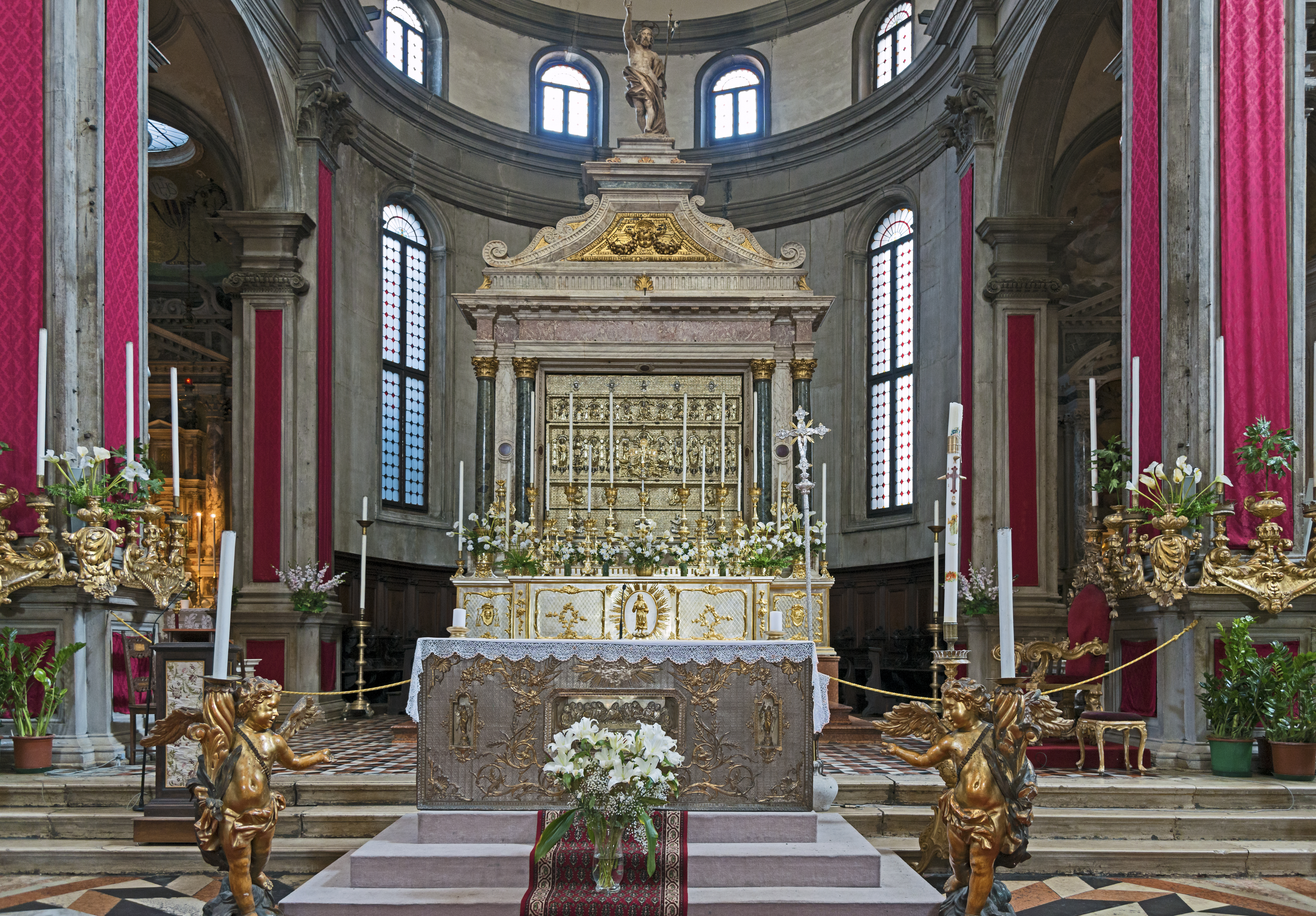
محراب و محراب اصلی

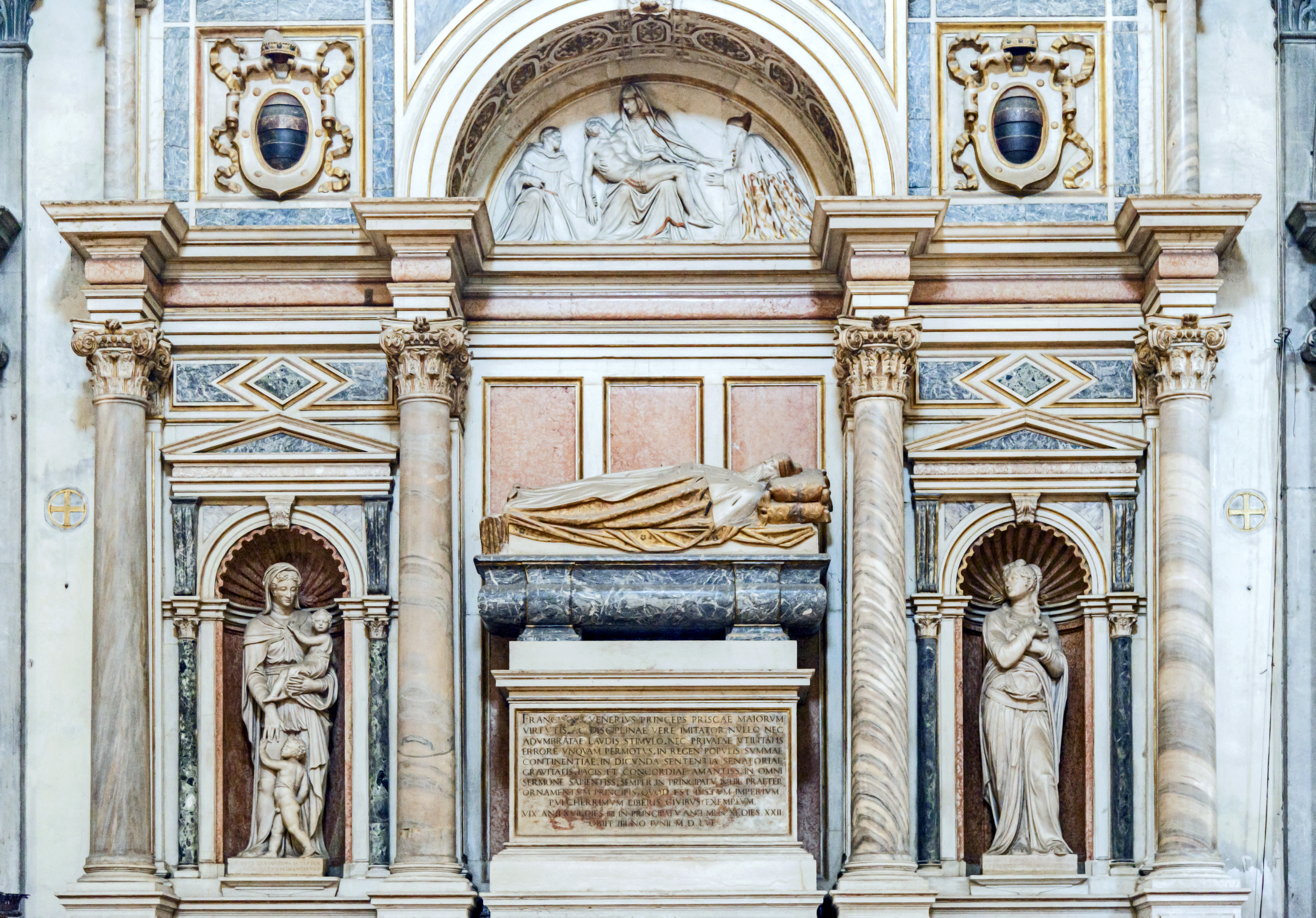
- بنای تاریخی Francesco Venier
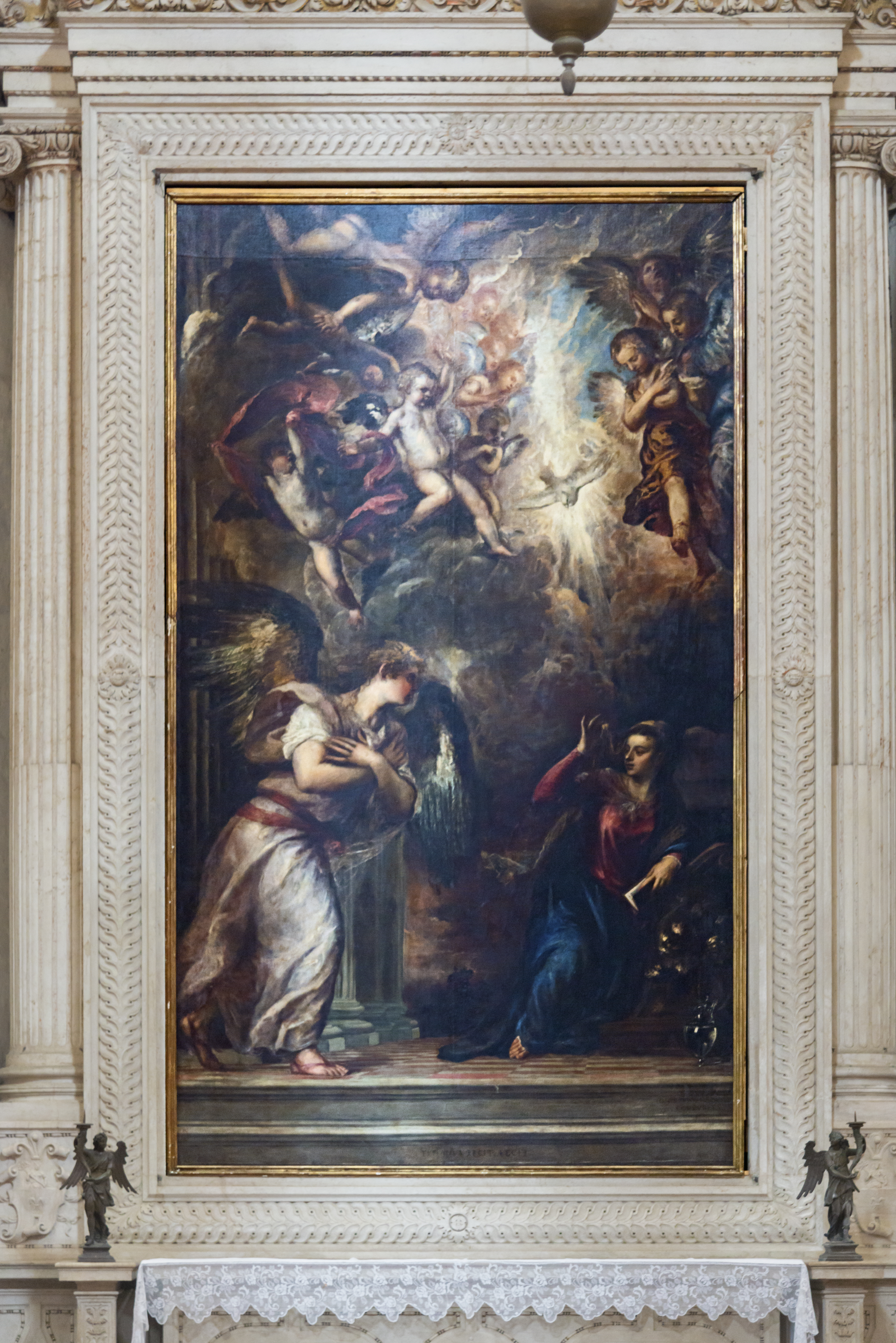
تیسین (اعلامیه
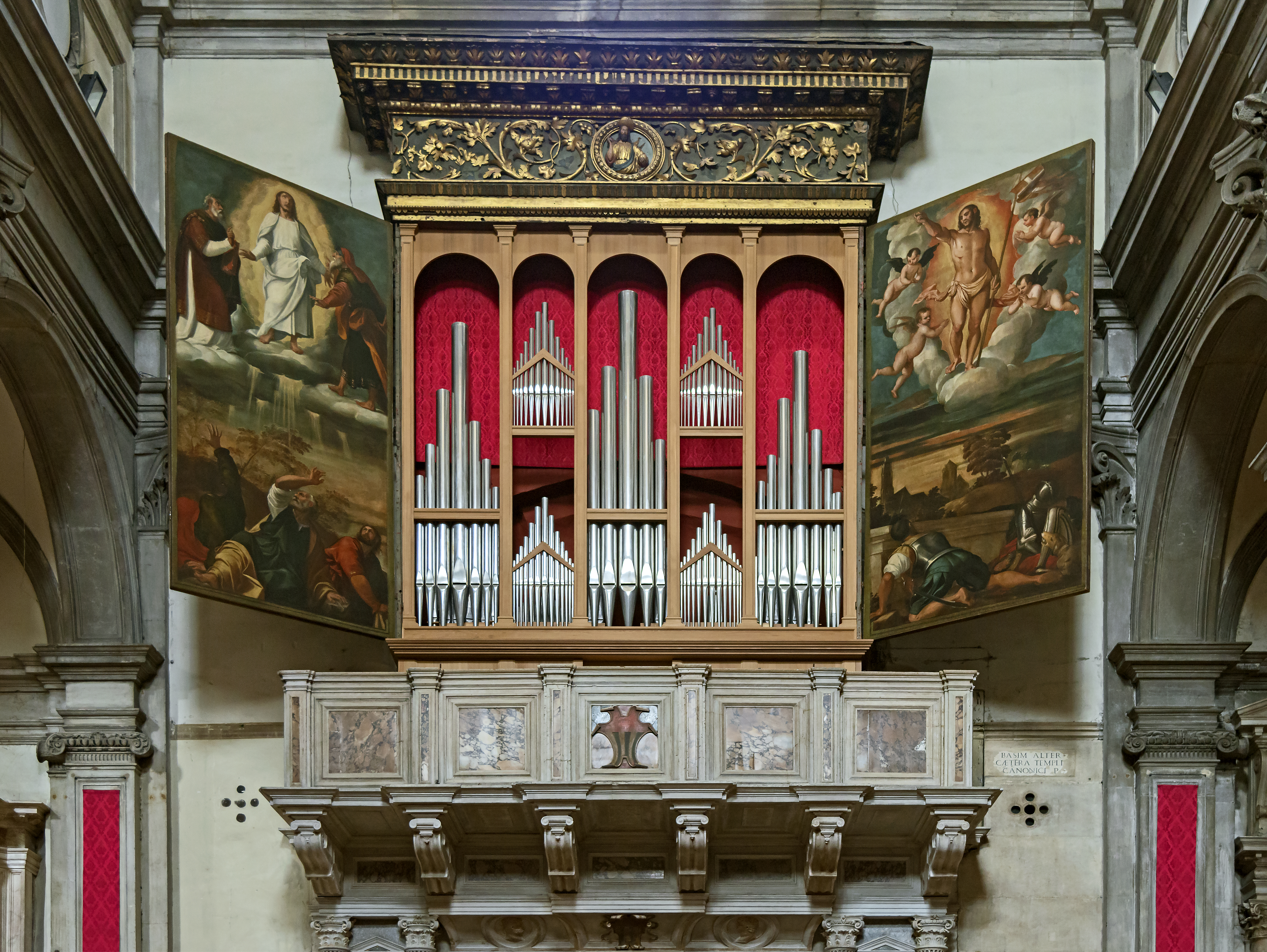
عضو
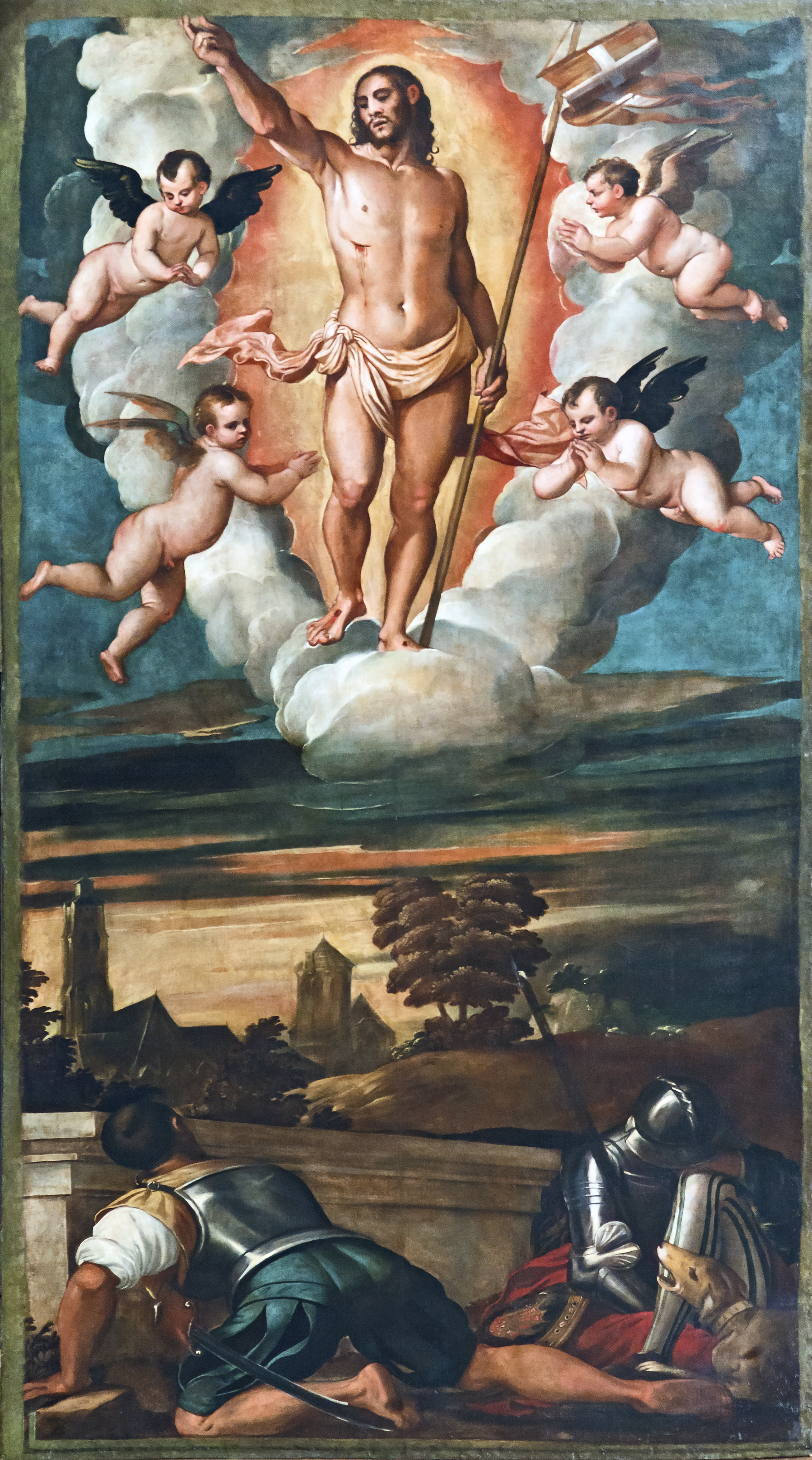
رستاخیز توسط Francesco Vecellio
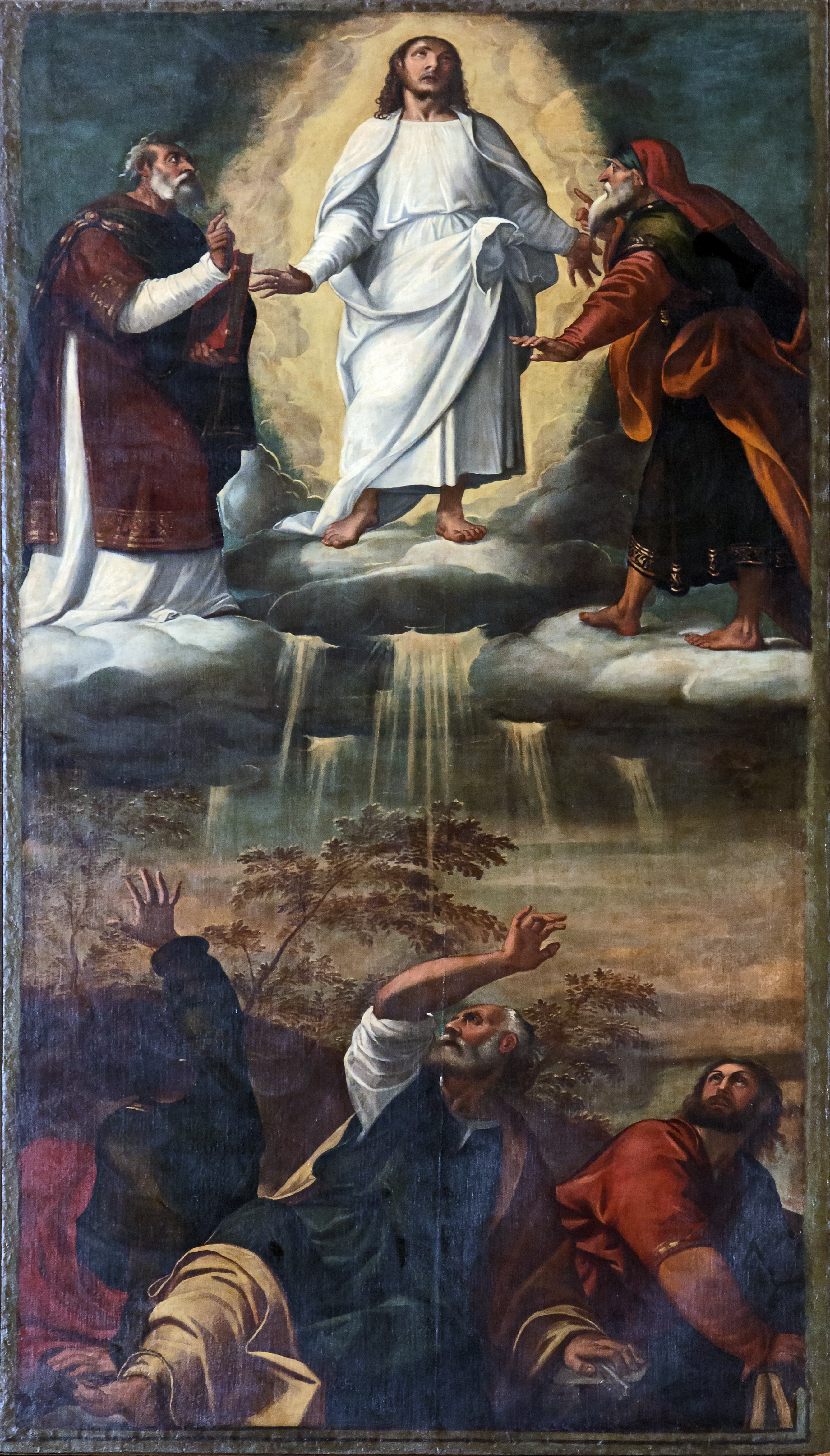
تبدیل توسط Francesco Vecellio
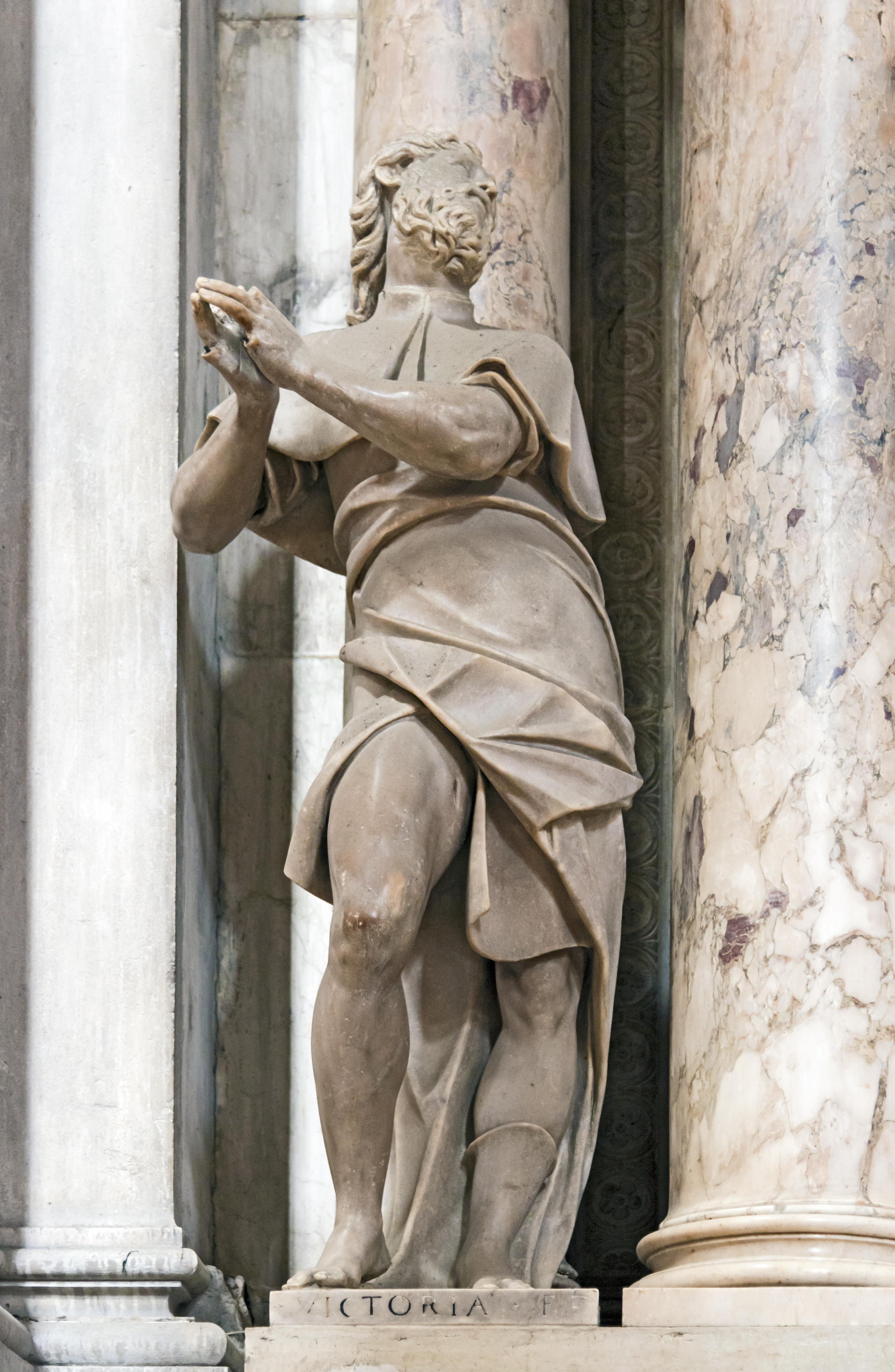
سنت روچ توسط الساندرو ویتوریا
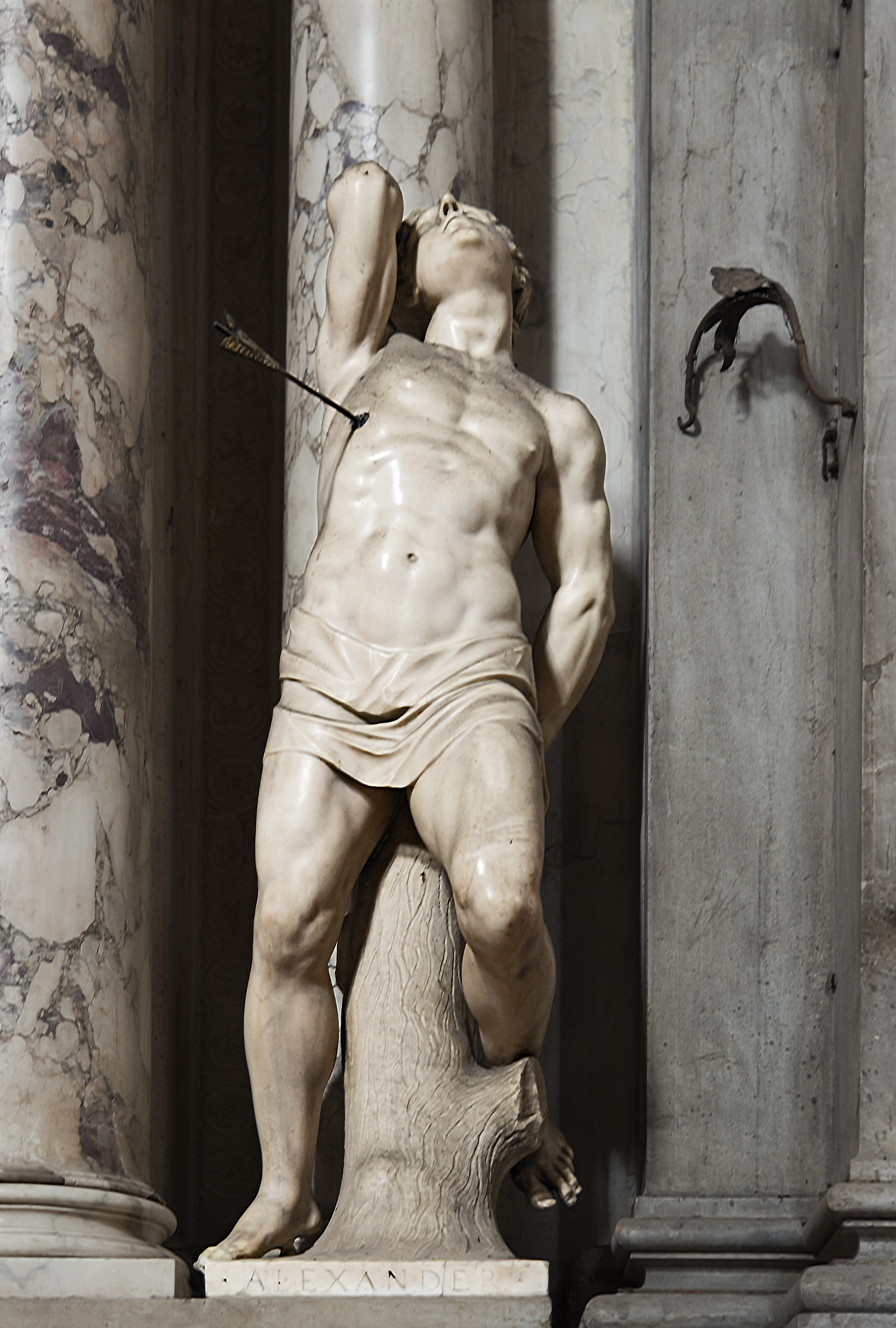
سباستین (قدیس) توسط الساندرو ویتوریا
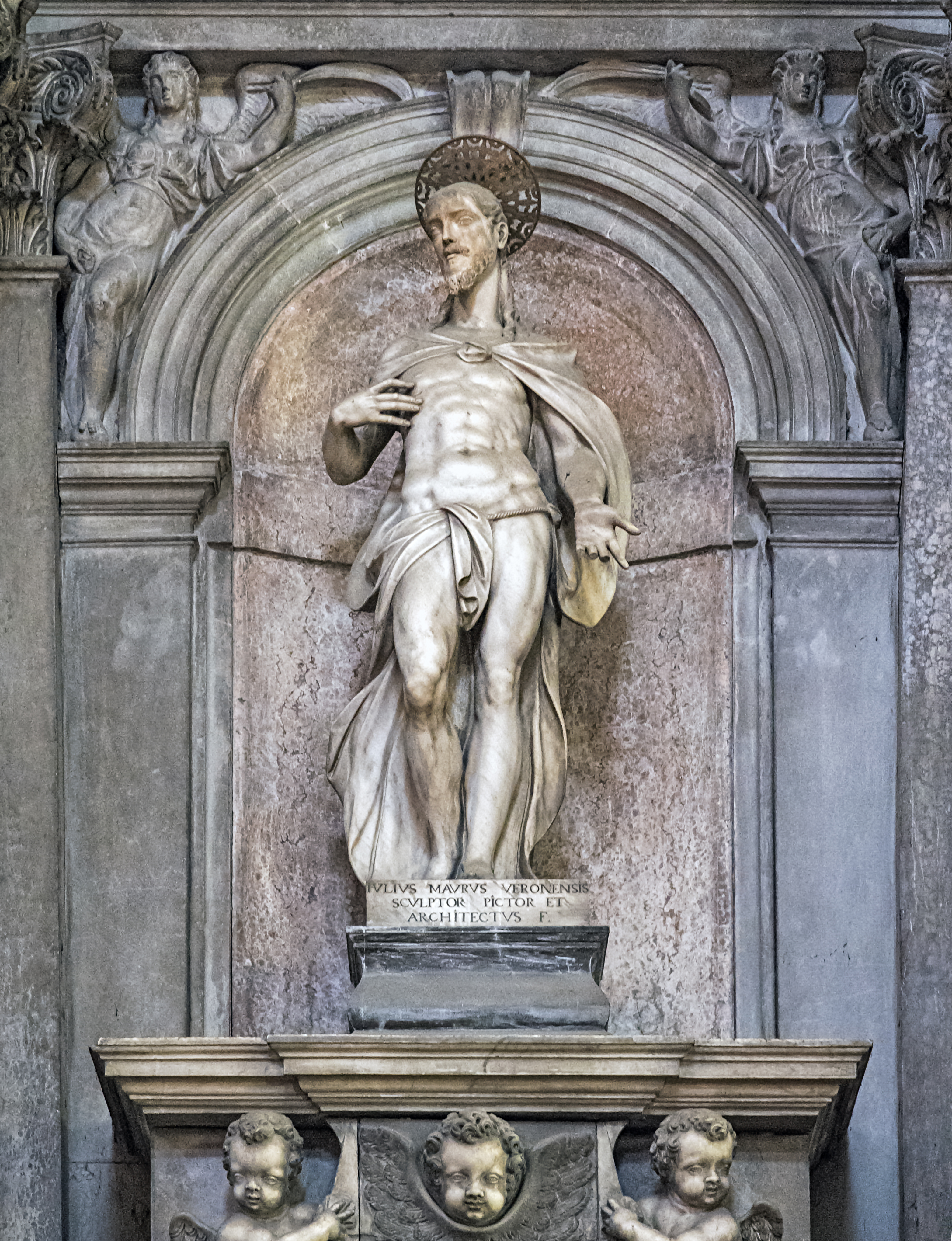
ناجی توسط جولیو دل مورو
  -  تیسین ( اعلامیه
  - عضو
  - رستاخیز توسط Francesco Vecellio
  - تبدیل توسط Francesco Vecellio
  - سنت روچ توسط الساندرو ویتوریا
  - سباستین (قدیس) توسط الساندرو ویتوریا
  - ناجی توسط جولیو دل مورو